# Культура Польши
Культура Польши — культура, сформировавшаяся на территории Польши и созданная поляками в эмиграции. Исторически восходит к культуре западных славян, но испытала сильное влияние западноевропейской и, в меньшей степени, восточноевропейской культур, а также культур некоторых народов Азии и Ближнего Востока.

## Искусство

### Изобразительное искусство

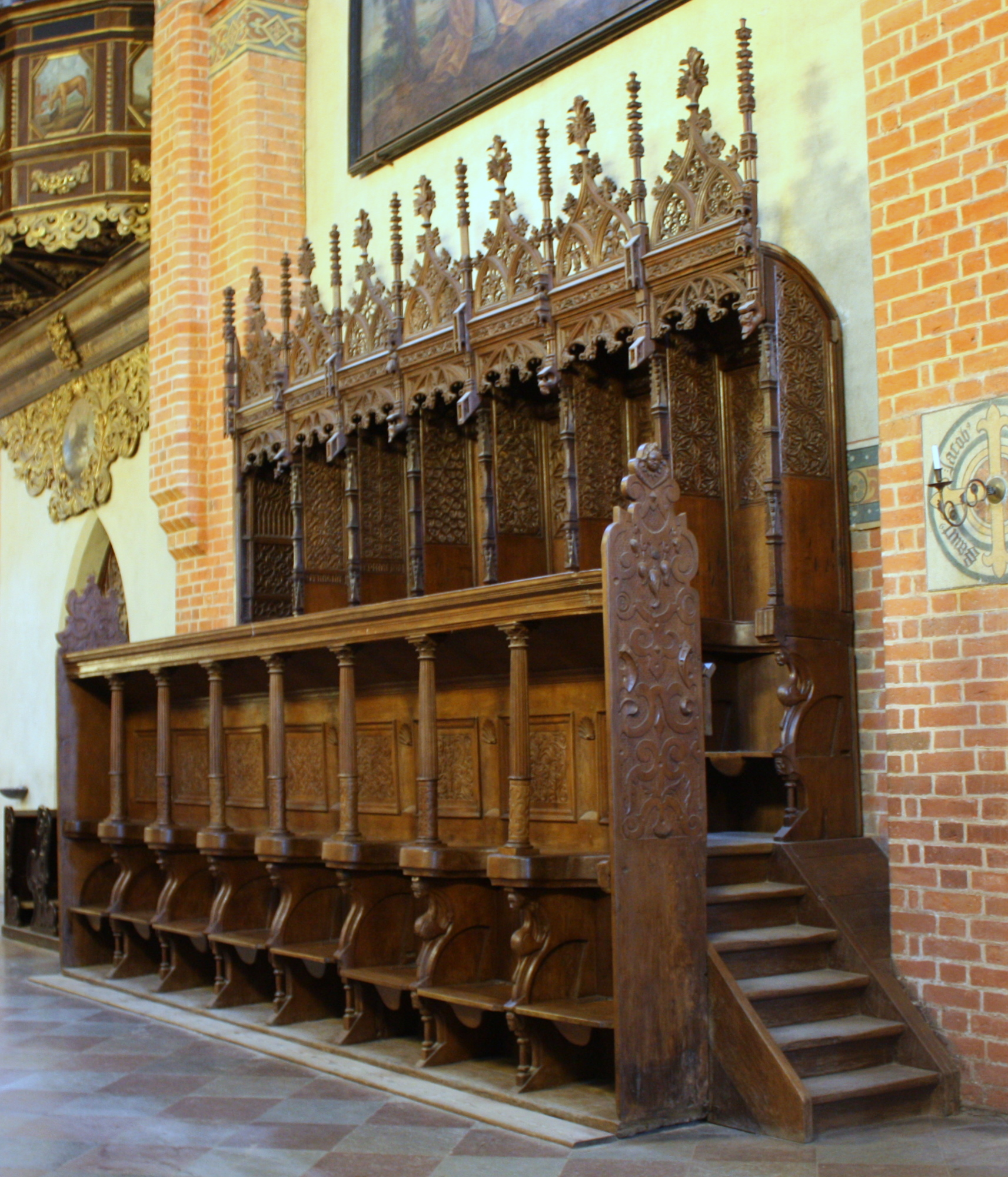
Позднеготические хоры в соборе Успения Пресвятой Девы Марии в Пельплине

До нас дошли многочисленные произведения средневековых польских художественных промыслов в романском и готическом стиле. Примером прекрасной резьбы по дереву являются хоры XV-го века в соборе в Пельплине, церкви Пресвятой Девы Марии в Торуне и церкви Св. Троицы в Гданьске. В это же время, эпоху поздней готики, в окрестностях Кракова трудился художник Николай Хабершрак.
Период особенно бурного расцвета польское искусство пережило в XVI—XVII вв., в эпоху Возрождения и барокко (см. Барокко в Речи Посполитой). В качестве примера живописца польского барокко конца XVII, начала XVIII века можно назвать Шимона Чеховича. Одним из самых известных польских художников XIX века является живописец Ян Матейко, создатель исторических полотен.
В конце XIX — начале XX века, например, Ольга Бознанская писала в стиле импрессионизма. Властимил Хофман, Эдвард Окунь — представители модерна.

### Архитектура
Средневековая архитектура Польши имела свои особенности. Так, например, в ряде регионов страны недостаток камня заставлял архитектора проявлять сдержанность и лаконичность в форме каменных зданий. Но, несмотря на национальное своеобразие, польская архитектура следовала общей схеме развития западного средневекового искусства.

Самые старые полностью сохранившиеся здания относятся к XII веку. Романская Ротонда св. Прокопия с башней в форме подковы была построена примерно в 1160 году в городке Стшельно. В Вавельском королевском замке в Кракове сохранились фрагменты храма второй половины Х столетия. 

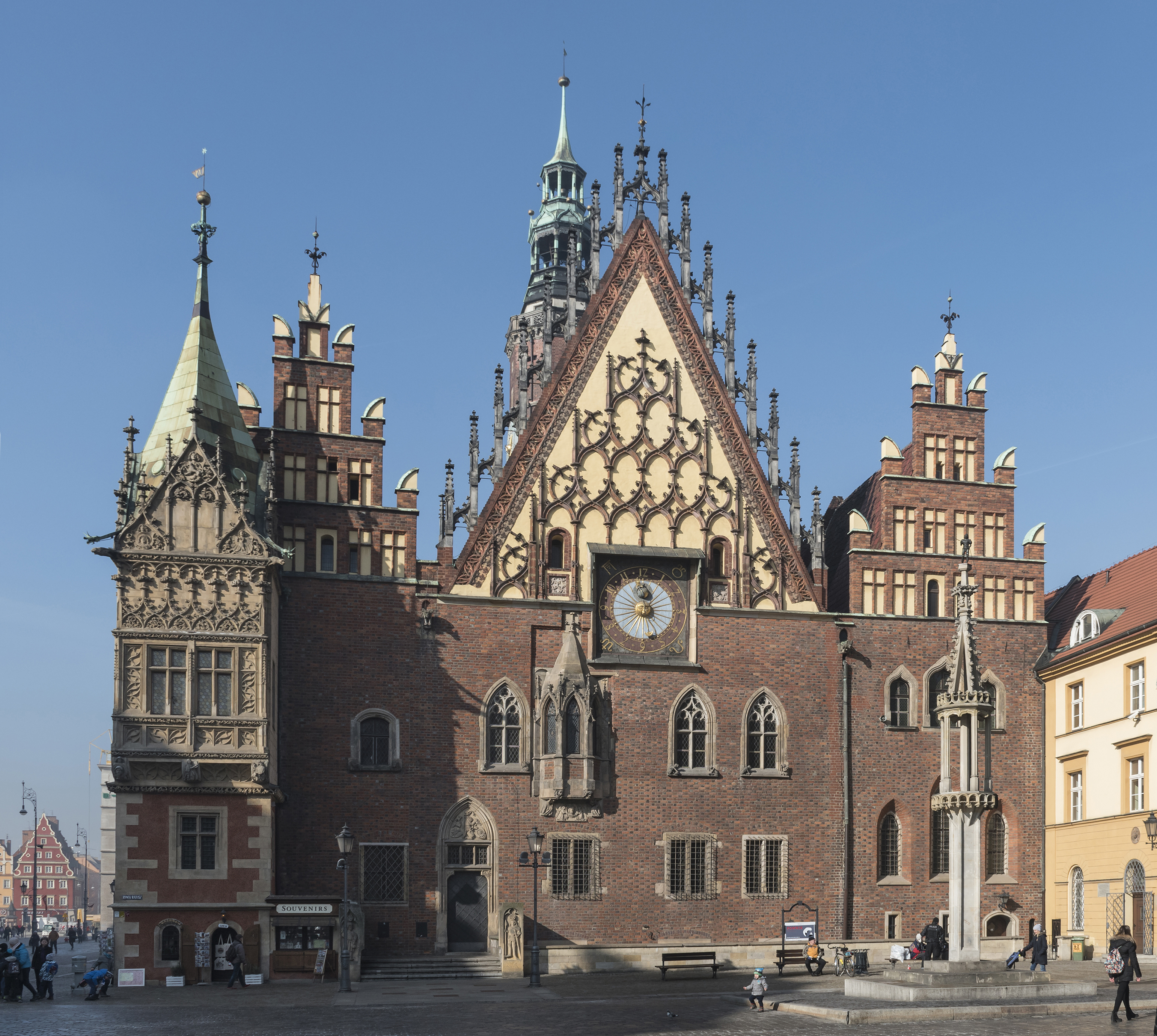
Старая ратуша во Вроцлаве

Готическая архитектура в Польше развивалась в течение двух с лишним столетий: с XIV почти до середины XVI в. Развитию архитектуры способствовали интенсивный рост городов, успехи торговли и ремесленного производства, подъём культуры страны, ознаменовавшийся организацией крупных библиотек, школ и, наконец, открытием в 1364 году Краковского университета. Старейшее здание университета — Коллегиум Майус — было построено в XIV веке в готическом стиле, однако потом неоднократно достраивалось и обновлялось. В период XII—XIII веков развивается кирпичная готика. В качестве примера позднеготического стиля в польской архитектуре можно привести ратушу города Вроцлав, примером барокко может служить костёл Святой Анны в Кракове, классицизма — дворец Гоженьских в Добжице.
В 1955 году по образцу сталинских высоток в Варшаве было построено здание Дворца культуры и науки, являющееся по сей день самым высоким в Польше.
Примером архитектуры постмодернизма может служить здание библиотеки Варшавского университета.

### Музыка

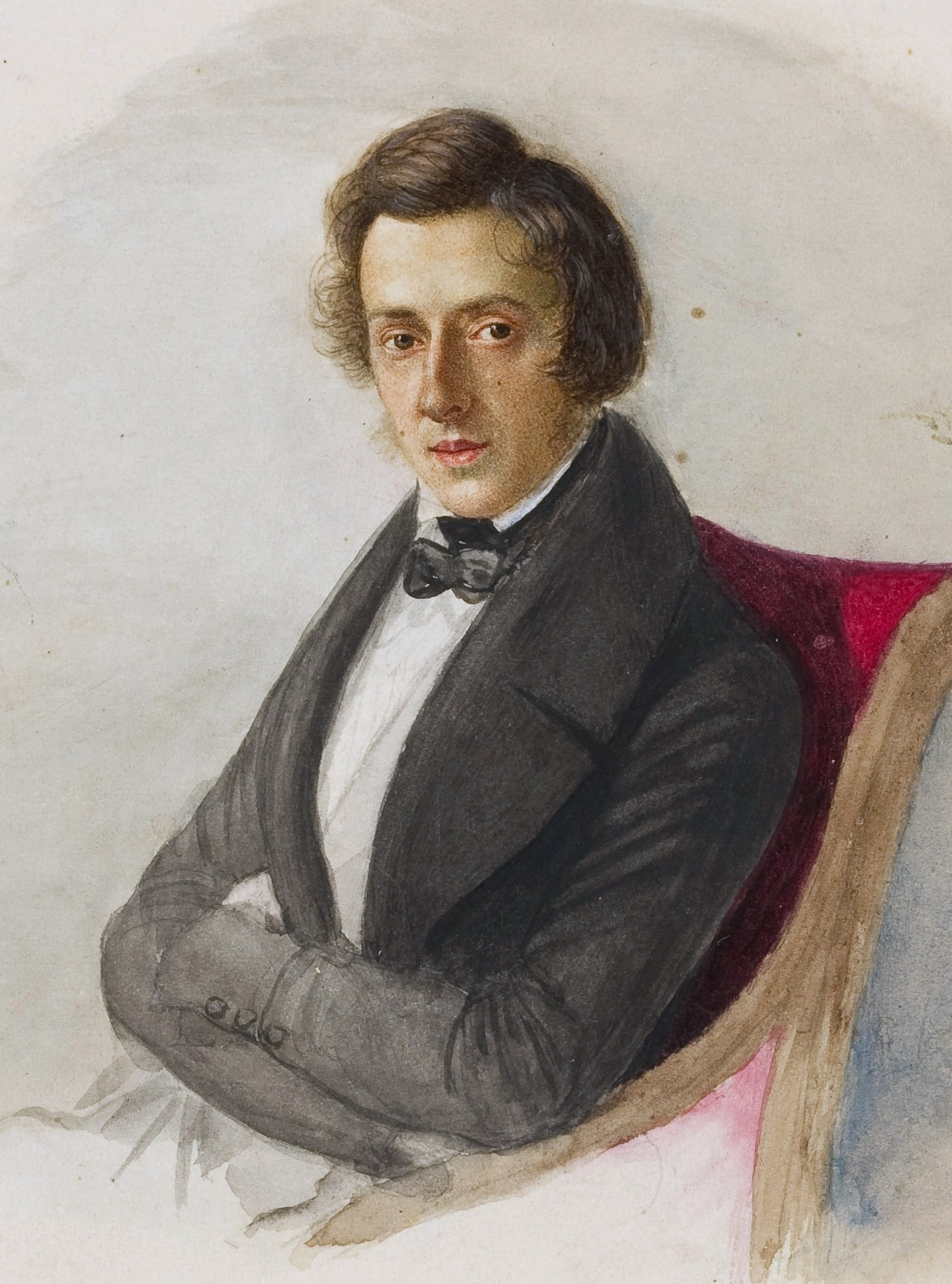
Портрет Ф. Шопена работы Марии Водзинской (1836)

Известными польскими композиторами являются Фредерик Шопен и Михаил Огинский, большой вклад в классическую музыку внесли автор многих песен, опер, оперетт и балетов Станислав Монюшко, представитель барокко XVII-го века Марцин Мельчевский и многие другие.
Изначально польское происхождение имеют танцы полонез, краковяк, мазурка (но не полька, имеющая богемское происхождение).
В конце XIX — начале XX века в симфонической музыке широкую известность получил композитор Мечислав Карлович, описываемый иногда как «отец польской симфонической поэмы».
Во второй половине 20-го века международное признание приобрели: Гражина Бацевич, Витольд Лютославский, Тадеуш Бэрд, Кшиштоф Пендерецкий и многие другие.
В это же время развивается польский джаз, представленный именами Кшиштофа Комеды, Адама Маковича и Томаша Станько и др. С 1958 года по настоящее время в Варшаве проводится джазовый фестиваль Jazz Jamboree.
Наряду с классической и народной музыкой, развиваются современные музыкальные жанры. С 1960-х годов в Польше и СССР была весьма популярна певица Марыля Родович, исполняющая песни в жанре поп, рок и фолк-рок. Ярким представителем польской авторской песни являлся Яцек Качмарский. Первыми польскими рок-группами были Czerwono-Czarni, Niebiesko-Czarni, Breakout, SBB.

### Литература

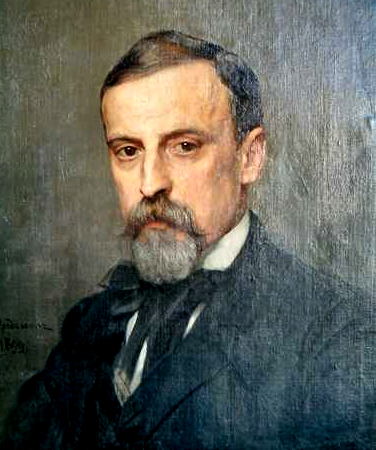
Портрет Генрика Сенкевича работы Казимежа Мордасэвича, 1899

### Кинематограф
История польского кинематографа продолжительна и наполнена событиями и достижениями в той же степени, что и история кинематографа вообще. Особенно известен период с середины 1950-х годов, когда работы режиссёров так называемой Польской школы кинематографа и новаторские тенденции в творчестве кинематографистов европейских стран (Французская новая волна, итальянский неореализм и другие) оказали встречное взаимное влияние.

Афиша фильма «Приключения канонира Доласа, или Как я развязал Вторую мировую войну»

Большую популярность в послевоенной Польше и СССР имели польские фильмы 1960-1970-х годов, такие как сериалы «Четыре танкиста и собака», «Ставка больше чем жизнь», комедии Тадеуша Хмелевского («Где генерал?», «Приключения канонира Доласа, или Как я развязал Вторую мировую войну» и др.). Выходят в прокат исторические драмы «Крестоносцы» Александра Форда, «Пепел» Анджея Вайды, «Фараон» Ежи Кавалеровича, «Кукла» и «Рукопись, найденная в Сарагосе» Войцеха Хаса, детективы (например, сериал «Капитан Сова идёт по следу»).
В 1980-90-е годы также выходят самые различные фильмы от социальных драм (например «Свадьба» А. Вайды) и исторических фильмов («Коперник» супругов Петельских) до комедий («Ва-банк» Юлиуша Махульского).
Из современного польского кинематографа можно упомянуть например исторические фильмы: «Пан Тадеуш» Анджея Вайды, «Огнём и мечом» и «Старинное предание» Ежи Гофмана, «Камо грядеши» Ежи Кавалеровича и другие. Режиссёр Кшиштоф Кеслёвский на средства французских продюсеров за рубежом снял «цветную» трилогию, фильмы «Три цвета: Синий», «Три цвета: Белый», «Три цвета: Красный», каждый из которых отмечен большим количеством профессиональных международных наград и номинаций.

## Философия и наука

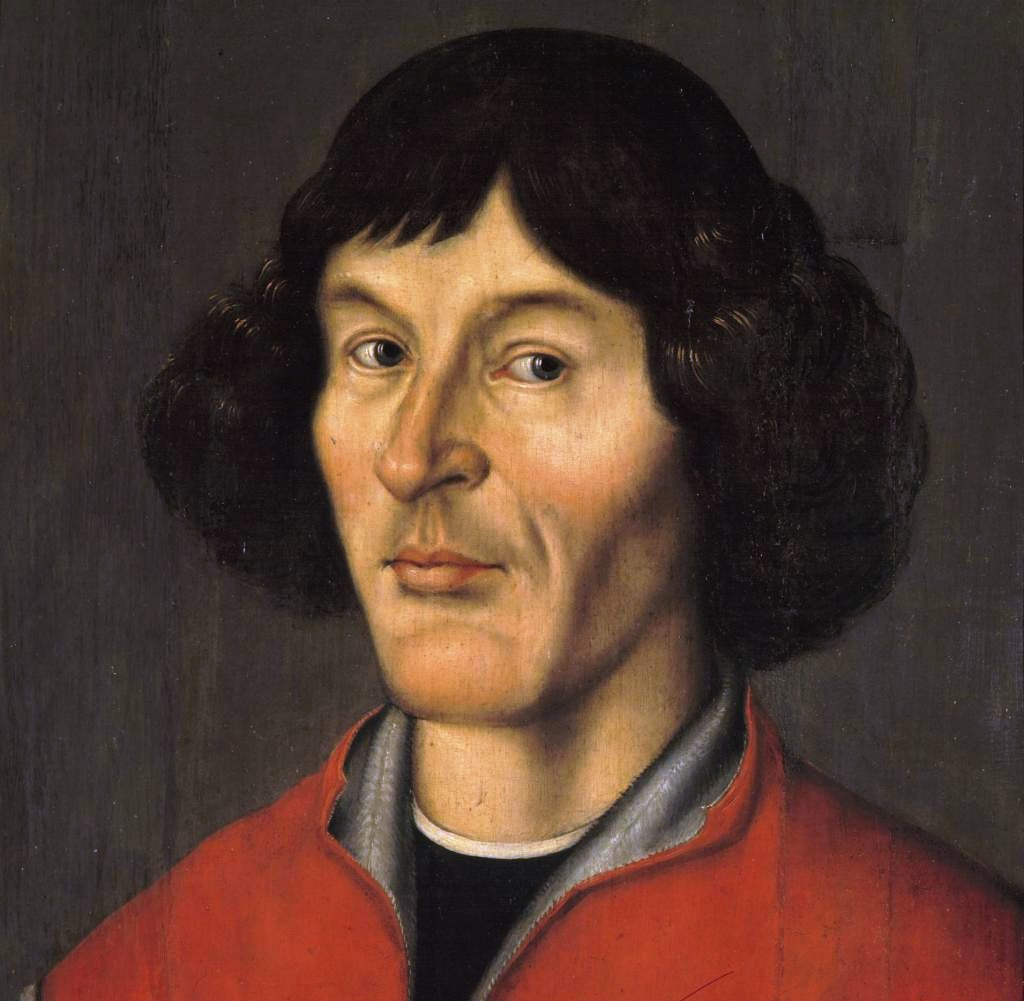
Портрет Николая Коперника из ратуши г. Торунь

Первым известным нам польским философом был Витело — средневековый учёный XIII века, написавший труд «Оптика», в котором он рассматривает изучение света как средство введения математической достоверности в науку о природе.
Однако подлинное развитие польской философии началось с основания Краковской академии. Как и другие университеты Центральной Европы, этот университет был создан во времена господства схоластики. Наиболее известные польские средневековые философы практиковали прежде всего практическую философию — связанную в первую очередь с концилиаризмом, социальную и политико-религиозную мысль: представителями этого направления были, в том числе, Матвей Краковский (Mateusz z Krakowa) и Ян Остророг.
Известным представителем гуманизма был живший в XV веке русинский церковный и политический деятель Григорий Сяноцкий. В XV—XVI вв. жил знаменитый астроном и математик Николай Коперник.
В XVI веке, с приходом в Польшу иезуитов, продолжилось развитие схоластики в университетах.
Философия первой половины XIX века развивалась под влиянием немецкого идеализма, представителями идеализма в Польше были Юзеф Вроньский, Бронислав Трентовский и другие. К этому же времени относится появление польского мессианизма, главным популяризатором этой идеи у широкой общественности стал поэт Адам Мицкевич .
XX век — это период бурного развития польской философии, особенно логики. В качестве примера можно привести математиков Альфреда Тарского и Станислава Лесьневского.

## СМИ
Государственное информационное агентство (ИА): Польское агентство печати (ПАП; Polska Agencja Prasowa, PAP), создано 10 марта 1944 г.
Государственное теле-радиовещание:
- Телевидение в Польше (общественное Польское телевидение (TVP) и пр.),
- Польское радио (Polskie Radio).

После прихода в 2023 году к власти в Польше нового правительства, министр культуры Бартоломей Сенкевич в конце декабря уволил председателей правлений Польского телевидения, Польского радио и Польского информационного агентства (PAP), а также их наблюдательные советы; далее, 28 декабря — принял решение ликвидировать эти государственные медиакомпании и назначить ликвидаторов для управления ими, одновременно министр назначил новые наблюдательные советы, которые сформируют новые правления общественных СМИ. 
Данные решения не признала партия ныне оппозиционная «Право и справедливость» (которая, несмотря на уход в оппозицию, продолжает контролировать телеканал за счет лояльных журналистов; вместо новостного канала TVP транслируется канал tvp1, по которому показывают в основном художественные фильмы, также недоступен новостной сайт Польского телевидения), Конституционный трибунал страны постановил, что положения, позволяющие ликвидировать TVP и Польское радио, являются неконституционными. Ликвидацию ИА РАР варшавский суд в январе 2024 года разрешил.

## Обычаи и традиции
В Польше существовали и, в значительной степени, существуют и по сей день обычаи, многие из которых также присутствуют в других славянских культурах, например рождественские (хождение со звездой, колядование) и пасхальные (эмаус, раскрашивание яиц на Пасху) обычаи, часть из которых, возможно, берёт начало ещё в дохристианской эпохе. К подобным традициям можно отнести и поливальный понедельник (пол. Śmigus-dyngus).

### Народный костюм

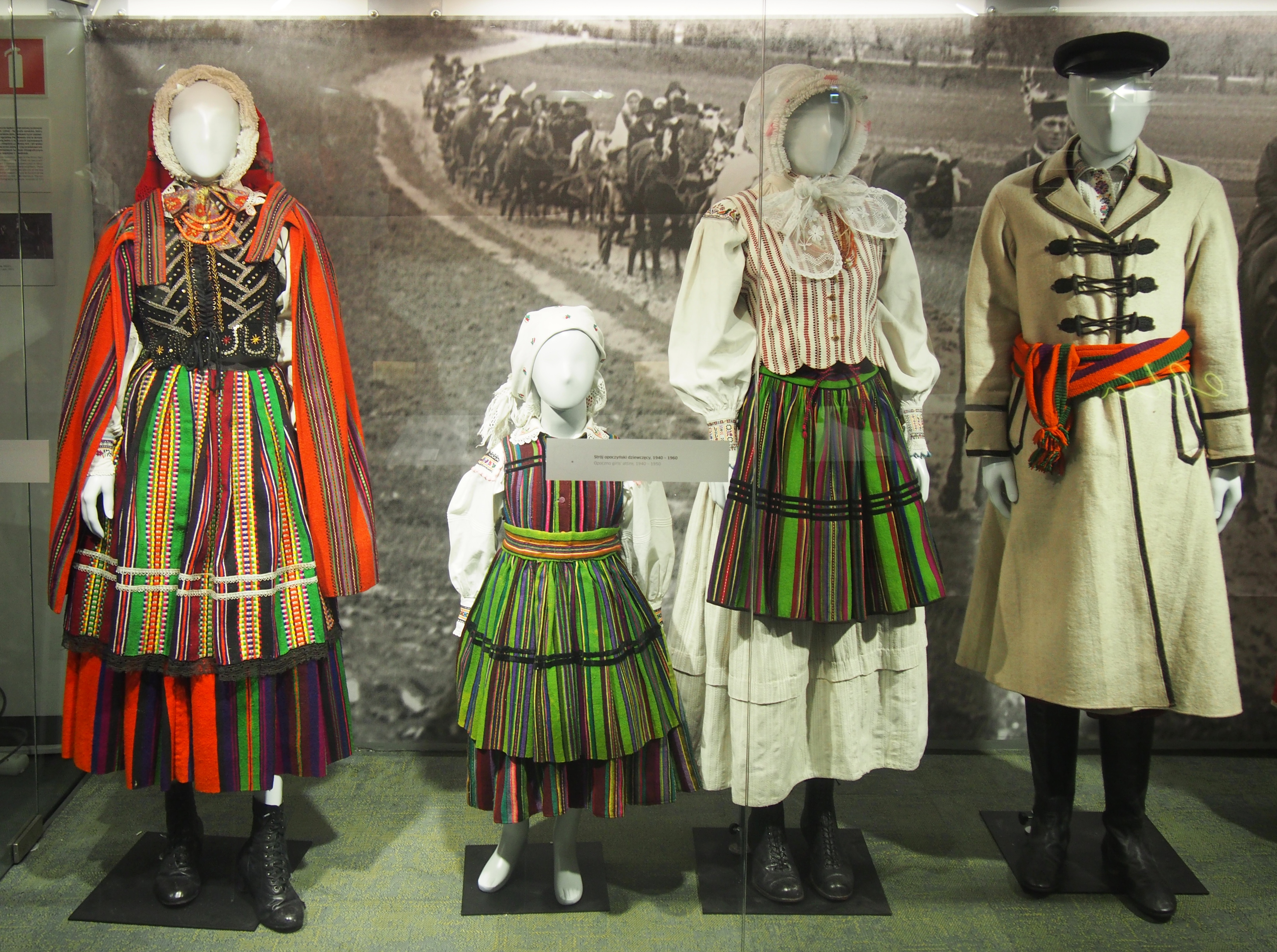
Народные польские костюмы (опочненские) в Этнографическом музее Варшавы
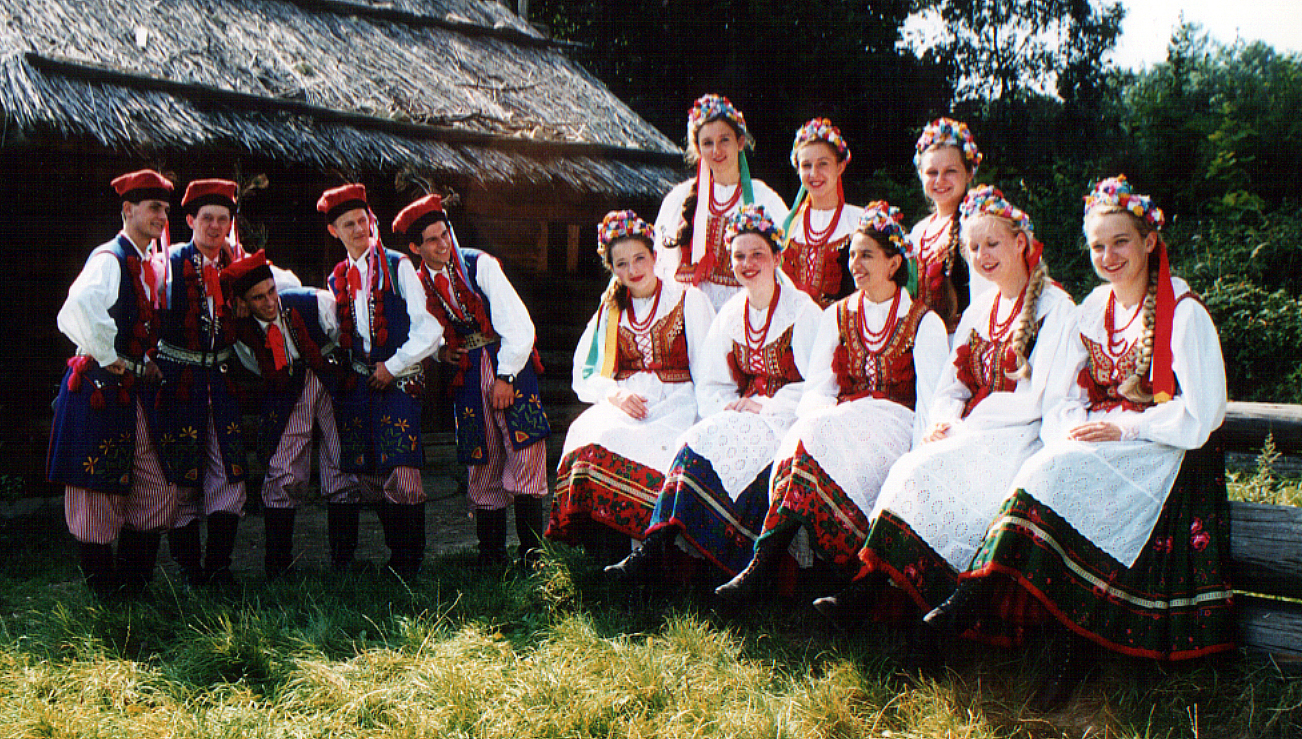
Костюм западных краковян
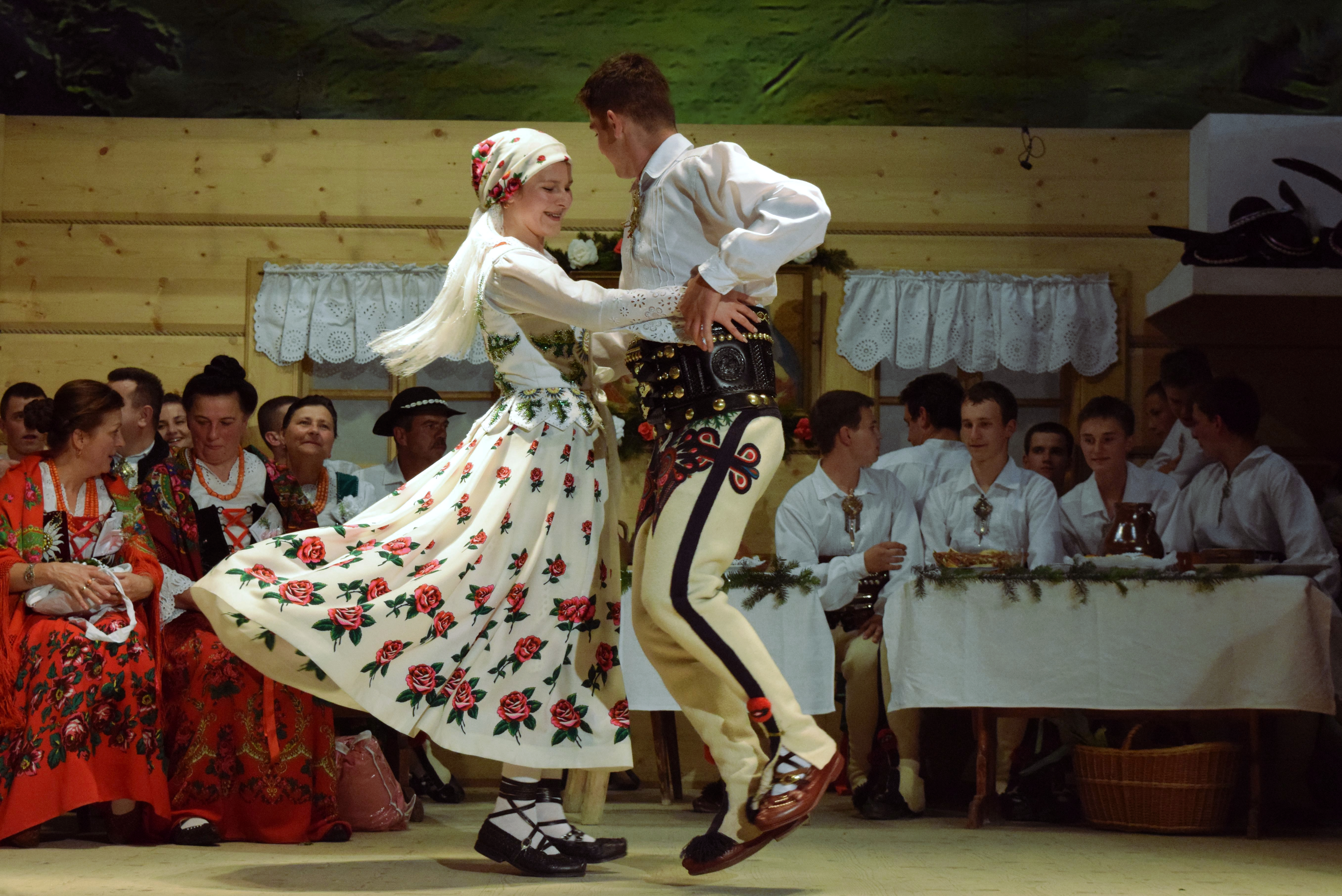
Гуральский народный костюм
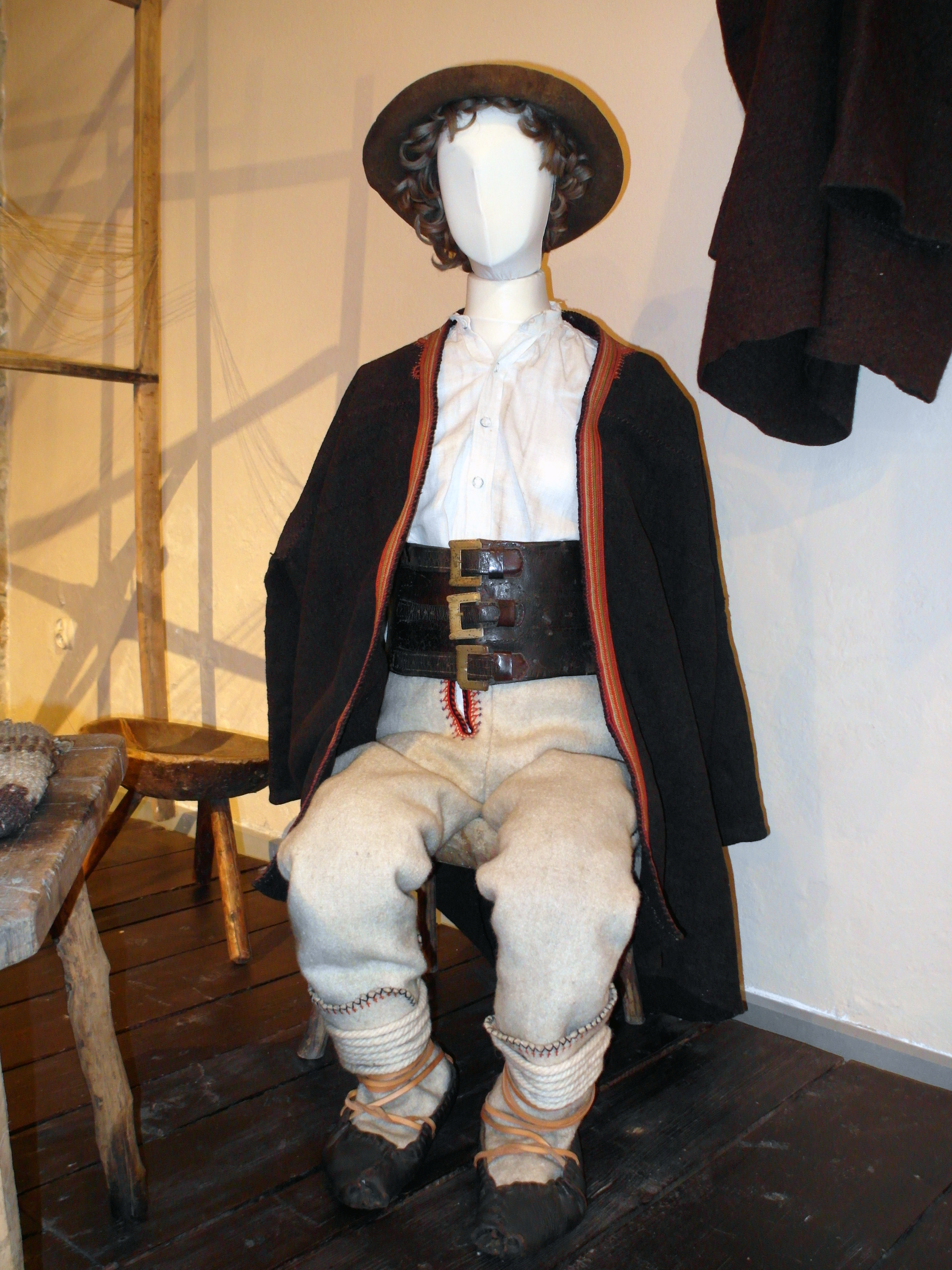
Гуральский костюм в Городском музее города Живец

### Кухня

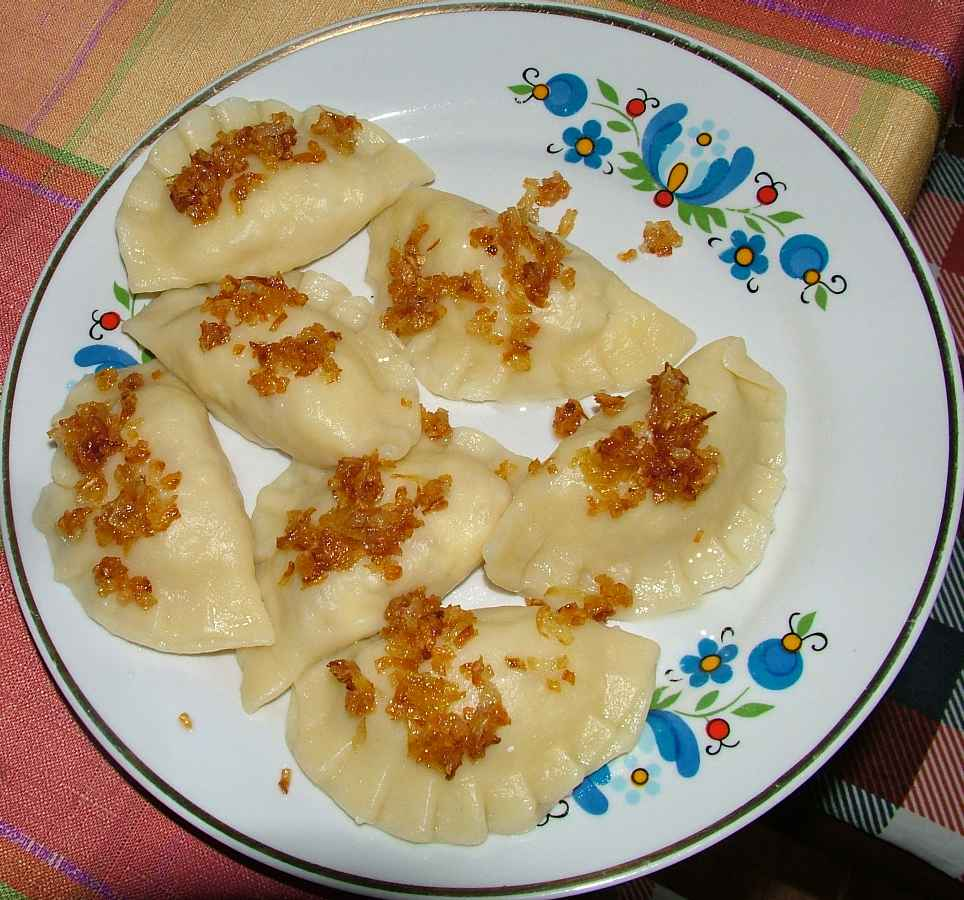
Перо́ги (польск. Pierogi ruskie) с жареным луком

На формирование польской кухни оказали влияние исторические особенности развития польского государства, в частности то, что на территории Польши проживали представители многих народов. Поэтому в ней чувствуется влияние немецкой, русинской, татарской, еврейской и других кухонь. Несмотря на это, польская кухня весьма близка к русской и украинской. В ней имеется широкий ассортимент первых блюд — красный и белый борщ, капусняк, грохувка и т. д. Как и в России, пользуется популярностью гречневая каша. 
Любим поляками и местный вариант вареников (пол. pierogi). 
Одним из известных польских блюд, возможно изначально литовского происхождения, является бигос, второе блюдо из квашенной капусты и мяса; приготовление этого кушанья красочно описано в поэме Мицкевича «Пан Тадеуш».